# Багатур (каган)
Багатур (д/н — бл. 766) — 6-й каган і останній самостійний володар Хозарської держави у 755—765 роках.

## Життєпис
Походив з династії Ашина. Ймовірно був сином кагана Біхара. Після смерті останнього близько 755 року стає новим володарем Хозарського каганату. Намагався проводити гнучку політику щодо кавказьких еміратів, намагаючись нейтралізувати їхню підтримку Багдадських халіфів. Відновив владу на слов'янськими племенами радимичів, полян, северян.
У 759 році уклав союз з дербентським еміром Якуба ас-Суламі, за яку видав власну доньку з посагом у 100 тис. дирхемів. Принцеса прийняла іслам і стала дружиною намісника, народивши йому двох синів. Через два роки і чотири місяці, в 762/763 році вона і діти раптово померли. Каган приписав її смерть підступності зятя і пішов на нього війною. Хозарське військо пограбувало Азербайджан і Грузію. Незважаючи на отримане підкріплення (20-тисячне військо), арабська армія була розбита, і хозари повернулися до власних володінь з величезною здобиччю і полоненими. Водночас було відновлено значну частину володінь союзника — Гагіка II, князя Кавказької Албанії.
Втім, війна тривала в 764 році. Армією хозар в Аррані командував Рас-тархан, а в Грузію — Блучан. У грузинських літописах цей похід зв'язується з невдалим сватанням самого кагана до Картлійської принцеси Шушанна. Наприкінці 764 року військо Блучана було розбите, а військо Рас-тархана відступило під наступом арабів, але збереглося. У 765—766 роках каган спрямовував нові війська на Кавказ.
Помер близько 766 року. Про його нащадків нічого невідомо. Ймовірно напочатку 760-х років фактична влада переходить до бек-мелеха Булана (при номінальному правлінн сина Багатура, ім'я якого невідоме), який повалив або скористався смертю кагана Багатура.